# Pleiku (thành phố)
Pleiku (còn được viết là Plei Cu, Plây Cu, Plây Ku hay Plei Ku) là thành phố tỉnh lỵ cũ của tỉnh Gia Lai thuộc vùng Tây Nguyên, Việt Nam. Pleiku là đô thị miền núi lớn thứ 2 cả nước cũng như Tây Nguyên về diện tích đô thị và quy mô dân số (sau Buôn Ma Thuột), đây cũng là đô thị quan trọng nhất của vùng Bắc Tây Nguyên và là một trong 24 đô thị loại I của Việt Nam. Thành phố Pleiku cũng là nơi đóng trụ sở Bộ Tư lệnh Quân đoàn 34 và Bộ Tư lệnh Binh đoàn 15.

## Tên gọi
Theo Nghị định của Toàn quyền Đông Dương ngày 4 tháng 7 năm 1905, "Plei-Kou" đã xuất hiện lần đầu tiên trong văn bản, với nội dung: Đem vùng miền núi phía Tây tỉnh Bình Định thành lập một tỉnh tự trị, lấy tên là Plei-Kou-Derr".
Phân tích cách viết tên "Plei-Kou-Derr", tên "Pleiku" ngày nay thoát thai từ "Plei-Kou". Còn "Derr" là một yếu tố của từ tiếng Jarai. Cái tên "Plei-Kou-Derr" có thể là từ "Plơi Kơdưr" được phiên tự theo cách viết tiếng Pháp.
"Plơi" tiếng Jarai nghĩa là "làng". Còn "Kơdưr" có hai nghĩa. Nghĩa thứ nhất là "hướng Bắc", nghĩa thứ hai là "trên cao". Cả hai nghĩa này đều phù hợp với vị trí của Pleiku. Bởi vì ngày xưa vùng đất sinh sống của người Jarai là phía Nam của Pleiku, từ Phú Thiện trở vào. Với nghĩa thứ hai, Pleiku là làng có độ cao hơn so với các làng khác của người Jarai. Như vậy, "Plơi Kơdưr" nghĩa là "làng Bắc" hoặc "làng thượng" (trên cao). Về việc phiên tự "Kơ" thành "Kou" có thể là do lúc đó chưa có ký tự "ơ" như ngày nay nên người ta dùng hai ký tự "ou" để đọc là "ơ". Còn "Dưr" được viết thành "Derr" có thể là do lúc đó chưa có ký tự "ư" nên viết thành "e". Cái tên "Plei-Kou-Derr" có thể là từ tiếng Jrai "Plơi Kơdưr Chư Hdrông" trong tiếng Jarai có nghĩa là "Những ngôi làng phía bắc núi Chư H'Drông" (tức Núi Hàm Rồng), có lẽ ám chỉ khu vực sinh sống của người Jarai nhóm Jrai H'Drông và Jarai A-ráp xung quanh núi lửa đã tắt Chư H'Drông, được phiên tự theo cách viết tiếng Pháp thành "Plei-Kou-Derr" sau này Chính quyền Việt Nam Cộng hoà gọi là Pleiku.
Theo Nghị định Toàn quyền Đông Dương ngày 24 tháng 5 năm 1925, đại lý hành chính Pleiku thuộc tỉnh Kon Tum được thành lập. Từ đây, Pleiku với ý nghĩa một địa danh cả về cách đọc và cách viết đã ra đời và tồn tại đến ngày nay.

## Lịch sử
Ngày 3 tháng 12 năm 1929, theo Nghị định Khâm sứ Trung Kỳ, thị xã Pleiku đã được thành lập, do Bouffier làm đốc lý. Gần 3 năm sau đó, ngày 24 tháng 5 năm 1932 và ngày 4 tháng 3 năm 1933, Nghị định Toàn quyền tiếp tục tách phần đất thuộc đại lý Pleiku cũ (thuộc tỉnh Kon Tum) để thành lập tỉnh Pleiku. Tỉnh Pleiku gồm 3 quận, đứng đầu là công sứ C. Jeanning, quản đạo Tôn Thất Cổn
Ngày 27 tháng 7 năm 1953, Nghị định số 495-Cab/Ml của Thủ tướng Chính phủ Quốc gia Việt Nam đặt trung tâm các tỉnh thuộc Hoàng triều Cương thổ phía Nam (các tỉnh thuộc Tây Nguyên hiện nay) thành thị trấn. Pleiku cùng Dran, Djiring, Blao, Buôn Ma Thuột, Kon Tum đều là thị trấn.
Sau Hiệp định Genève (1954), chính quyền Việt Nam Cộng Hòa vẫn lấy Pleiku làm tỉnh lỵ của tỉnh Pleiku.
Ngày 26 tháng 1 năm 1957, Nghị định số 27-BNV/HC/NĐ của Bộ Nội vụ Việt Nam Cộng Hòa bãi bỏ nghị định số 495-Cab/Ml của Thủ tướng Chính phủ Quốc gia Việt Nam, các thị trấn được đổi thành xã, thị trấn Pleiku trở thành xã Pleiku.
Dưới thời Đệ Nhất Cộng hòa, Pleiku vẫn được gọi là thị xã, nhưng nằm trong xã Hội Thương - Hội Phú thuộc quận Lệ Trung. Từ năm 1962, chính quyền mới quy hoạch mở rộng thị xã này.
Như vậy trong hơn 40 năm (1932-1975) dưới thời thuộc Pháp cũng như Việt Nam Cộng hòa, Pleiku là tên tỉnh, đồng thời có giai đoạn là tên thị trấn, thị xã nhưng trực thuộc xã (chứ không phải là cấp hành chính thị xã tương đương quận, huyện hiện nay) và luôn là tỉnh lỵ của tỉnh Pleiku.
Sau tháng 3 năm 1975, Pleiku là tên thị xã duy nhất và là tỉnh lỵ của tỉnh Gia Lai (trước và sau khi sáp nhập 2 tỉnh Gia Lai và Kon Tum thành tỉnh Gia Lai - Kon Tum, trong thời gian sáp nhập tỉnh 1976-1991), ban đầu, thị xã Pleiku có 12 đơn vị hành chính cấp xã, bao gồm 6 phường: Diên Hồng, Hoa Lư, Hội Phú, Hội Thương, Thống Nhất, Yên Đỗ và 6 xã: An Phú, Biển Hồ, Gào, Hòa Phú, Tân Bình, Đăk Đoa, Trà Bá.
Ngày 17 tháng 8 năm 1981, Hội đồng Bộ trưởng ban hành quyết định 30-HĐBT. Theo đó: 
- Thành lập 2 xã: Trà Đa và Diên Phú.
- Sáp nhập xã Tân Bình về huyện Mang Yang (nay là huyện Đăk Đoa) để quản lý.
- Sáp nhập xã Hòa Phú về huyện Chư Păh quản lý.
- Sáp nhập 2 xã: Chư Ă và Chư Jôr thuộc huyện Mang Yang về thị xã Pleiku (hiện nay, xã Chư Ă thuộc về thành phố Pleiku và xã Chư Jôr đã sáp nhập vào xã Chư Đăng Ya của huyện Chư Păh) để quản lý.

Ngày 12 tháng 8 năm 1991, sau khi tỉnh Gia Lai - Kon Tum được tách ra thành 2 tỉnh: Gia Lai và Kon Tum, thì thị xã Pleiku đã trở lại là tỉnh lị của tỉnh Gia Lai với 14 đơn vị hành chính cấp xã, bao gồm 6 phường: Diên Hồng, Hoa Lư, Hội Phú, Hội Thương, Thống Nhất, Yên Đỗ và 8 xã: An Phú, Biển Hồ, Chư Ă, Chư Jôr, Diên Phú, Gào, Trà Bá, Trà Đa.
Ngày 11 tháng 11 năm 1996, Chính phủ ban hành Nghị định số 70-CP. Theo đó: 
- Thành lập xã Tân Sơn trên cơ sở điều chỉnh 850 ha diện tích tự nhiên và 3.516 nhân khẩu của xã Chư Jôr;
- Thành lập xã Nghĩa Hưng trên cơ sở 2.550 ha diện tích tự nhiên với 4.069 nhân khẩu của xã Biền Hồ (gồm toàn bộ diện tích và dân số của 3 thôn: 7, 8, 9 và 2 làng: Ia Lũ, Ia Nhing) và 261,7 ha diện tích tự nhiên với 809 nhân khẩu của xã Ia Sao thuộc huyện Chư Păh (gồm toàn bộ diện tích và dân số của 3 làng: Bi, Brông, Krung), xã Nghĩa Hưng có 2.811,7 ha diện tích tự nhiên và 4.878 nhân khẩu;
- Điều chỉnh 4.011,7 ha diện tích tự nhiên và 5.574 nhân khẩu của thị xã Pleiku (gồm toàn bộ diện tích tự nhiên và dân số của 2 xã: Chư Jôr và Nghĩa Hưng) về huyện Chư Păh mới thành lập để quản lý.

Như vậy, vào lúc này thì thị xã Pleiku còn lại 22.568,5 ha và 159.987 nhân khẩu với 14 đơn vị hành chính cấp xã, bao gồm 6 phường: Diên Hồng, Hoa Lư, Hội Phú, Hội Thương, Thống Nhất, Yên Đỗ và 8 xã: An Phú, Biển Hồ, Chư Ă, Diên Phú, Gào, Tân Sơn, Trà Bá, Trà Đa.
Ngày 19 tháng 11 năm 1998, thị xã Pleiku được Bộ Xây dựng công nhận là đô thị loại III theo Quyết định số 1194/QĐ-BXD.
Ngày 24 tháng 4 năm 1999, Chính phủ ban hành Nghị định số 29/1999/NĐ-CP.Theo đó, thành lập thành phố Pleiku trên cơ sở toàn bộ diện tích và dân số của thị xã Pleiku.
Thành phố Pleiku có 22.569,6 ha diện tích tự nhiên và 160.192 nhân khẩu với 14 đơn vị hành chính cấp xã, bao gồm 6 phường: Diên Hồng, Yên Đỗ, Hoa Lư, Hội Thương, Hội Phú, Thống Nhất và 8 xã: Biển Hồ, Tân Sơn, Trà Đa, Chư Ă, An Phú, Trà Bá, Diên Phú và Gào.
Ngày 11 tháng 8 năm 1999, Chính phủ ban hành Nghị định số 70/1999/NĐ-CP. Theo đó: 
- Thành lập phường Tây Sơn trên cơ sở điều chỉnh 154,33 ha diện tích tự nhiên và 10.112 nhân khẩu của phường Hoa Lư;
- Thành lập phường Ia Kring trên cơ sở điều chỉnh 669,72 ha diện tích tự nhiên và 10.270 nhân khẩu của phường Diên Hồng.

Ngày 9 tháng 11 năm 2000, Chính phủ ban hành Nghị định số 67/2000/NĐ-CP. Theo đó: 
- Thành lập phường Yên Thế trên cơ sở 1.187 ha diện tích tự nhiên và 12.916 nhân khẩu của xã Biển Hồ;
- Thành lập phường Trà Bá trên cơ sở 758,67 ha diện tích tự nhiên và 13.990 nhân khẩu của xã Trà Bá;
- Xã Trà Bá (sau khi đổi tên thành xã Chư H'Drông) có 2.360,33 ha diện tích tự nhiên và 4.610 nhân khẩu.

Ngày 13 tháng 5 năm 2002, chuyển xã Ia Kênh thuộc huyện Ia Grai về thành phố Pleiku quản lý.
Ngày 15 tháng 9 năm 2006, điều chỉnh 706,33 ha diện tích tự nhiên và 7.967 nhân khẩu của xã Chư Ă để thành lập phường Thắng Lợi.
Thành phố Pleiku có 26.060,60 ha diện tích tự nhiên và 188.223 nhân khẩu với 20 đơn vị hành chính cấp xã trực thuộc, bao gồm 12 phường: Diên Hồng, Ia Kring, Hội Thương, Hoa Lư, Tây Sơn, Thống Nhất, Hội Phú, Yên Đỗ, Yên Thế, Trà Bá, Thắng Lợi và 8 xã: Biển Hồ, Chư H'Drông, An Phú, Trà Đa, Gào, Diên Phú, Tân Sơn, Ia Kênh, Chư Ă.
Ngày 17 tháng 4 năm 2008, Chính phủ ban hành Nghị định 46/2008/NĐ-CP. Theo đó: 
- Thành lập phường Đống Đa trên cơ sở điều chỉnh 402,43 ha diện tích tự nhiên và 6.068 nhân khẩu của phường Thống Nhất;
- Thành lập phường Chi Lăng trên cơ sở điều chỉnh 1.245,37 ha diện tích tự nhiên và 7.330 nhân khẩu của xã Chư H'Drông;
- Thành lập phường Phù Đổng trên cơ sở điều chỉnh 103,31 ha diện tích tự nhiên với 6.175 nhân khẩu của phường Hội Phú và 349,87 ha diện tích tự nhiên với 7.927 nhân khẩu của phường Trà Bá, phường Phù Đổng có 453,18 ha diện tích tự nhiên và 14.102 nhân khẩu.
- Điều chỉnh 187,78 ha diện tích tự nhiên và 968 nhân khẩu của xã Ia Kênh về xã Chư H'Drông quản lý.

Thành phố Pleiku có 26.199,34 ha diện tích tự nhiên và 200.262 nhân khẩu với 23 đơn vị hành chính cấp xã trực thuộc, bao gồm 15 phường: Hoa Lư, Tây Sơn, Diên Hồng, Ia Kring, Yên Đỗ, Hội Thương, Yên Thế, Thắng Lợi, Trà Bá, Hội Phú, Phù Đổng, Thống Nhất, Đống Đa, Chi Lăng và 8 xã: Trà Đa, Chư Ă, Biển Hồ, Tân Sơn, Gào, An Phú, Diên Phú, Chư H'Drông, Ia Kênh.
Ngày 25 tháng 2 năm 2009, thành phố Pleiku được Chính phủ công nhận là đô thị loại II theo quyết định số Quyết định số 249/QĐ-TTg.
Ngày 1 tháng 2 năm 2020, sáp nhập toàn bộ 13,13 km² diện tích tự nhiên và 2.464 người của xã Chư H'Drông vào phường Chi Lăng.
Ngày 22 tháng 1 năm 2020, Thủ tướng Chính phủ ban hành Quyết định số 146/QĐ-TTg công nhận thành phố Pleiku là đô thị loại I trực thuộc tỉnh Gia Lai.
Ngày 28 tháng 9 năm 2024, Ủy ban Thường vụ Quốc hội ban hành Nghị quyết số 1195/NQ-UBTVQH15 về việc sắp xếp đơn vị hành chính cấp xã của tỉnh Gia Lai giai đoạn 2023 – 2025 (nghị quyết có hiệu lực từ ngày 1 tháng 11 năm 2024), theo đó sáp nhập xã Tân Sơn vào xã Biển Hồ.
Như vậy, đến trước 1/7/2025, thành phố Pleiku có 21 đơn vị hành chính cấp xã, bao gồm 14 phường và 7 xã

## Địa lý
Thành phố Pleiku nằm ở trung tâm tỉnh Gia Lai, có vị trí địa lý:
- Phía đông giáp huyện Đak Đoa
- Phía tây giáp huyện Ia Grai
- Phía nam giáp huyện Chư Prông
- Phía bắc giáp huyện Chư Păh.

Pleiku nằm trên trục giao thông giữa quốc lộ 14, quốc lộ 19 nối thông suốt cả nước, gần ngã ba Đông Dương, nằm trên cung đường Hồ Chí Minh, và trong vùng tam giác tăng trưởng các tỉnh lân cận, cũng như các quốc gia láng giềng như Campuchia, Lào. Tổng diện tích tự nhiên là 26.076,8 ha, là trung tâm kinh tế, chính trị, văn hóa - xã hội của tỉnh Gia Lai. Thành phố Pleiku cách Thành phố Hồ Chí Minh khoảng 600 km về phía nam, cách thủ đô Hà Nội 1.287 km về phía bắc và cách thành phố Buôn Ma Thuột 181 km, cách Đà Nẵng 377 km.
Pleiku nằm trên độ cao trung bình 700m - 800 m; ngã ba Hàm Rồng hay ngã ba Quốc lộ 14 và Quốc lộ 19 (phía Nam của thành phố Pleiku) có độ cao là 785m.

## Khí hậu
| Dữ liệu khí hậu của Pleiku                                   | Dữ liệu khí hậu của Pleiku | Dữ liệu khí hậu của Pleiku | Dữ liệu khí hậu của Pleiku | Dữ liệu khí hậu của Pleiku | Dữ liệu khí hậu của Pleiku | Dữ liệu khí hậu của Pleiku | Dữ liệu khí hậu của Pleiku | Dữ liệu khí hậu của Pleiku | Dữ liệu khí hậu của Pleiku | Dữ liệu khí hậu của Pleiku | Dữ liệu khí hậu của Pleiku | Dữ liệu khí hậu của Pleiku | Dữ liệu khí hậu của Pleiku |
| Tháng                                                        | 1                          | 2                          | 3                          | 4                          | 5                          | 6                          | 7                          | 8                          | 9                          | 10                         | 11                         | 12                         | Năm                        |
| ------------------------------------------------------------ | -------------------------- | -------------------------- | -------------------------- | -------------------------- | -------------------------- | -------------------------- | -------------------------- | -------------------------- | -------------------------- | -------------------------- | -------------------------- | -------------------------- | -------------------------- |
| Cao kỉ lục °C (°F)                                           | 32.8 (91.0)                | 35.0 (95.0)                | 35.9 (96.6)                | 36.0 (96.8)                | 35.1 (95.2)                | 33.1 (91.6)                | 32.0 (89.6)                | 31.6 (88.9)                | 32.5 (90.5)                | 32.8 (91.0)                | 32.0 (89.6)                | 31.3 (88.3)                | 36.0 (96.8)                |
| Trung bình ngày tối đa °C (°F)                               | 26.3 (79.3)                | 28.4 (83.1)                | 30.6 (87.1)                | 31.0 (87.8)                | 29.3 (84.7)                | 27.3 (81.1)                | 26.7 (80.1)                | 26.2 (79.2)                | 26.7 (80.1)                | 26.8 (80.2)                | 26.0 (78.8)                | 25.5 (77.9)                | 27.6 (81.7)                |
| Trung bình ngày °C (°F)                                      | 18.8 (65.8)                | 20.5 (68.9)                | 22.6 (72.7)                | 24.1 (75.4)                | 23.8 (74.8)                | 22.9 (73.2)                | 22.3 (72.1)                | 22.1 (71.8)                | 22.2 (72.0)                | 21.7 (71.1)                | 20.5 (68.9)                | 19.1 (66.4)                | 21.7 (71.1)                |
| Tối thiểu trung bình ngày °C (°F)                            | 13.9 (57.0)                | 15.3 (59.5)                | 17.5 (63.5)                | 19.5 (67.1)                | 20.4 (68.7)                | 20.4 (68.7)                | 20.0 (68.0)                | 20.1 (68.2)                | 19.7 (67.5)                | 18.6 (65.5)                | 16.9 (62.4)                | 14.9 (58.8)                | 18.1 (64.6)                |
| Thấp kỉ lục °C (°F)                                          | 5.6 (42.1)                 | 6.8 (44.2)                 | 5.9 (42.6)                 | 10.0 (50.0)                | 14.6 (58.3)                | 16.6 (61.9)                | 15.6 (60.1)                | 14.8 (58.6)                | 13.7 (56.7)                | 11.0 (51.8)                | 5.8 (42.4)                 | 5.8 (42.4)                 | 5.6 (42.1)                 |
| Lượng Giáng thủy trung bình mm (inches)                      | 3 (0.1)                    | 6 (0.2)                    | 22 (0.9)                   | 93 (3.7)                   | 245 (9.6)                  | 344 (13.5)                 | 390 (15.4)                 | 476 (18.7)                 | 362 (14.3)                 | 189 (7.4)                  | 64 (2.5)                   | 11 (0.4)                   | 2.206 (86.9)               |
| Số ngày giáng thủy trung bình                                | 0.6                        | 0.9                        | 3.4                        | 8.2                        | 18.5                       | 23.1                       | 26.0                       | 27.4                       | 25.3                       | 16.3                       | 7.4                        | 2.3                        | 159.2                      |
| Độ ẩm tương đối trung bình (%)                               | 76.3                       | 72.7                       | 70.5                       | 74.4                       | 83.3                       | 89.6                       | 91.2                       | 92.2                       | 90.4                       | 85.8                       | 81.5                       | 78.2                       | 82.2                       |
| Số giờ nắng trung bình tháng                                 | 265                        | 261                        | 277                        | 237                        | 208                        | 149                        | 145                        | 128                        | 134                        | 177                        | 200                        | 233                        | 2.412                      |
| Nguồn: Vietnam Institute for Building Science and Technology |                            |                            |                            |                            |                            |                            |                            |                            |                            |                            |                            |                            |                            |

## Dân cư
Năm 1971 thời Việt Nam Cộng hòa tỉnh lỵ Pleiku có 34.867 cư dân. Theo niêm giám thống kê, dân cư thành phố bao gồm 28 dân tộc đang sinh sống; người Kinh chiếm đa số (87,5%), còn lại là các dân tộc khác, chủ yếu là các dân tộc Gia Rai và Ba Na (12,5%). Số người trong độ tuổi lao động chiếm khoảng 65% dân số.
Tỷ lệ tăng dân số tự nhiên giảm nhanh, đến năm 2008 đạt 1,12%. Kết quả trên đã góp phần tích cực cho công tác xoá đói giảm nghèo, giải quyết việc làm, nâng cao chất lượng cuộc sống cho nhân dân.
Các đồng bào dân tộc thiểu số sinh sống chủ yếu trong các làng như làng Plei Ốp (phường Hoa Lư), làng Pleiku Roh (phường Tây Sơn), Làng Kép và Làng Brúk Ngol (phường Yên Thế), ngoài ra còn các làng nằm rải rác ở khu vực ngoại ô thành phố (các xã Biển Hồ, Chư Ă, Gào, Ia Kênh và phường Chi Lăng).
Toàn đô thị có 62.829 hộ với 274.048 người có hộ khẩu thường trú. Tính cả dân số quy đổi có khoảng 504.984 người (năm 2020).

## Hành chính
Thành phố Pleiku được chia thành 21 đơn vị hành chính cấp xã trực thuộc, bao gồm 14 phường và 7 xã.
| Tên         | Diện tích (km²) | Dân số (người) |
| ----------- | --------------- | -------------- |
| Phường (14) |                 |                |
| Chi Lăng    | 25,67           | 10.476         |
| Diên Hồng   | 1,66            | 26.953         |
| Đống Đa     | 4,02            | 12.136         |
| Hoa Lư      | 5,08            | 25.297         |
| Hội Phú     | 4,53            | 12.641         |
| Hội Thương  | 0,77            | 39.531         |
| Ia Kring    | 6,70            | 27.495         |
| Phù Đổng    | 4,53            | 42.306         |
| Tây Sơn     | 1,54            | 29.640         |
| Thắng Lợi   | 7,06            | 15.934         |
| Thống Nhất  | 10,19           | 27.761         |
| Trà Bá      | 4,09            | 15.918         |
| Yên Đỗ      | 1,86            | 41.387         |
| Yên Thế     | 11,87           | 32.290         |

| Tên      | Diện tích (km²) | Dân số (người) |
| -------- | --------------- | -------------- |
| Xã (7)   |                 |                |
| An Phú   | 10,79           | 20.176         |
| Biển Hồ  | 28,84           | 16.734         |
| Chư Ă    | 14,77           | 17.649         |
| Diên Phú | 16,79           | 5.022          |
| Gào      | 58,31           | 9.124          |
| Ia Kênh  | 33,03           | 9.160          |
| Trà Đa   | 13,21           | 7.293          |

Trên cơ sở Đề án số 393/ĐA-CP ngày 09 tháng 5 năm 2025 của Chính phủ về sắp xếp đơn vị hành chính cấp xã của tỉnh Gia Lai (mới) năm 2025, Ủy ban Thường vụ Quốc hội quyết định sắp xếp để thành lập các đơn vị hành chính cấp xã của tỉnh Gia Lai như sau:
- Sắp xếp toàn bộ diện tích tự nhiên, quy mô dân số của các phường Tây Sơn, Hội Thương, Hoa Lư, Phù Đổng và xã Trà Đa thành phường mới có tên gọi là phường Pleiku.
- Sắp xếp toàn bộ diện tích tự nhiên, quy mô dân số của các phường Trà Bá, Chi Lăng và Hội Phú thành phường mới có tên gọi là phường Hội Phú.
- Sắp xếp toàn bộ diện tích tự nhiên, quy mô dân số của các phường Đống Đa, Yên Thế và Thống Nhất thành phường mới có tên gọi là phường Thống Nhất.
- Sắp xếp toàn bộ diện tích tự nhiên, quy mô dân của các phường Yên Đỗ, Ia Kring, Diên Hồng và xã Diên Phú thành phường mới có tên gọi là phường Diên Hồng.
- Sắp xếp toàn bộ diện tích tự nhiên, quy mô dân số của phường Thắng Lợi, xã Chư Ă và xã An Phú thành phường mới có tên gọi là phường An Phú.
- Sắp xếp toàn bộ diện tích tự nhiên, quy mô dân số của các xã Nghĩa Hưng (huyện Chư Păh), Chư Đăng Ya (huyện Chư Păh), Hà Bầu (huyện Đăk Đoa) và Biển Hồ thành xã mới có tên gọi là xã Biển Hồ.
- Sắp xếp toàn bộ diện tích tự nhiên, quy mô dân số của các xã Ia Kênh, Ia Pếch (huyện Ia Grai) và Gào thành xã mới có tên gọi là xã Gào.

| Tên        | Diện tích (km²) | Dân số (người) |
| ---------- | --------------- | -------------- |
| Phường (5) |                 |                |
| Pleiku     | 25,13           | 79.466         |
| An Phú     | 32,49           | 40.684         |
| Diên Hồng  | 26,31           | 63.378         |
| Hội Phú    | 34,86           | 46.358         |
| Thống Nhất | 22,93           | 48.731         |

| Tên     | Diện tích (km²) | Dân số (người) |
| ------- | --------------- | -------------- |
| Xã (2)  |                 |                |
| Biển Hồ | 170,44          | 40.983         |
| Gào     | 182,47          | 15.957         |

## Kinh tế
Thành phố có ưu thế về thổ nhưỡng, thời tiết thuận lợi cho phát triển các loại cây công nghiệp như cao su, cà phê, hồ tiêu, cây lâm sản đa dạng.
Các tiềm năng về du lịch từ các công trình thủy điện, thủy lợi, cảnh quan thiên nhiên do đặc thù địa hình Tây Nguyên mang lại như du lịch sinh thái, cảnh quan, lịch sử v.v... 
Du lịch tại Pleiku: du lịch hồ Đức An, công viên Đồng Xanh, Về Nguồn, Biển Hồ T'Nưng... Ngoài ra ngay tại Pleiku, du khách có thể được thưởng thức hương vị cafê ở phố núi Pleiku.
Ưu thế về đất đai rộng, chưa được khai thác nhiều, có khả năng thu hút đầu tư nhanh khi có chính sách phù hợp.
Tốc độ tăng trưởng kinh tế bình quân hàng năm là 14,65% (giai đoạn 1999 - 2004), cơ cấu kinh tế tiếp tục chuyển dịch theo hướng tích cực, tỷ trọng ngành công nghiệp - xây dựng ngày càng tăng trong cơ cấu chung của GDphường Thu nhập bình quân đầu người đạt 662 USD/người/năm, tỷ lệ hộ nghèo giảm còn 550 hộ chiếm 1,45% (cuối năm 2003 là 1,78%), theo quy định của Bộ lao động thương binh và xã hội với tiêu chí đạt được như trên thì địa bàn thành phố cơ bản thoát nghèo.
Khu công nghiệp Trà Đa đang tiếp tục thu hút đầu tư của các doanh nghiệp (trên 30 doanh nghiệp đăng ký hoạt động, đến nay đã có 13 doanh nghiệp đi vào hoạt động, 5 doanh nghiệp đang xây dựng cơ bản), khu Công nghiệp Nam Hàm Rồng, khu công nghiệp Bắc Biển Hồ điện đã có nhiều doanh nghiệp hoạt động sản xuất, kinh doanh. Đồng thời tỉnh đang quy hoạch phát triển cụm du lịch tham quan các cảnh quan đẹp của núi rừng Tây Nguyên như thác Phú Cường, thác Ba, thác Bầu Cạn, thủy điện Yaly, nhà lao Pleiku, Biển Hồ nước, công viên Đồng Xanh, Diên Hồng, công viên văn hóa các dân tộc thiểu số...
Thành phố Pleiku đã được Bộ Xây dựng phê duyệt quy hoạch tổng thể phát triển kinh tế - xã hội thành phố đến năm 2020. Đang tổ chức kêu gọi các nhà đầu tư thi công các khu quy hoạch đã được phê duyệt: Khu dân cư Lê Thánh Tôn, Nguyễn Chí Thanh, Diên Phú, IaSoi; cụm CN-TTCN, khu đô thị mới Hoa Lư - Phù Đổng (Công ty FBS đang đầu tư xây dựng), suối Hội Phú (Tập đoàn CN Than - Khoáng sản đang đầu tư), và các khu dân cư mới theo quy hoạch, các khách sạn cao tầng v.v... Khoáng sản có khá nhiều nhưng phân tán. Hiện có mỏ manhezit đang được Tập đoàn CN Than - Khoáng sản Việt Nam xem xét đầu tư khai thác

## Cơ sở hạ tầng

### Điện
Điện chiếu sáng: mạng lưới điện quốc gia đã kéo đến 23/23 xã, phường, thôn, làng. Hơn 99,21% số hộ dân được sử dụng lưới điện quốc gia (năm 2004).

##### Các trạm biến áp lớn:
- Các trạm biến áp 500kV: TBA 500kV Pleiku 2, TBA 500kV Pleiku 3
- Các trạm biến áp 110kV:

1. E41 Pleiku (BHO): cấp điện cho một phần thành phố Pleiku, các huyện Chư Păh, Đăk Đoa, Ia Grai
2. E42 Diên Hồng (DHO): cấp điện cho một phần thành phố Pleiku, các huyện Ia Sao, Chư Prông, Đức Cơ
3. Trà Đa (TĐA): cấp điện cho các khu vực có phụ tải phát triển nhanh trong thành phố, khu công nghiệp Trà Đa và huyện Đăk Đoa[24]

- Các trạm biến áp trung gian 35/22kV: F7 Trà Bá (TG-TBA) và F19 Hàm Rồng (TG-HRO)

### Nước
Cấp nước sinh hoạt: tỷ lệ dân số được dùng nước sạch là 86%, cấp 259,72 lít nước/người/ngày (năm 2004).

### Môi trường đô thị
Vệ sinh môi trường: được chú trọng đầu tư đồng bộ với sự phát triển hạ tầng đô thị, đến cuối năm 2004 thành phố sẽ quản lý, chăm sóc trên 6.000 cây xanh đường phố.

### Thông tin liên lạc
Hệ thống thông tin liên lạc đang được mở rộng đầu tư nâng cấp, đến nay đã phủ sóng thông tin toàn bộ 23/23 xã, phường, thôn, làng. Tính đến cuối năm 2003 số máy điện thoại bình quân đạt 16 máy/100 dân, cuối năm 2004 đạt 19 máy/100 dân (dự kiến cuối năm 2017 đạt 98 máy/100 dân).

### Công trình dân dụng
Công sở, nhà dân đã được đầu tư nâng cấp khang trang, hiện đại, đến nay có hơn 92% nhà kiên cố và bán kiên cố. Khu vực nội thành phần lớn là nhà kiên cố, cao tầng; Trung tâm thương mại đã được đầu tư làm mới và hệ thống các chợ khu vực đi vào hoạt động ổn định.
Qua 5 năm xây dựng và phát triển đô thị, tổng mức đầu tư toàn xã hội trong 5 năm (1999 - 2004) trên địa bàn thành phố đạt hơn 1.245 tỷ đồng, trong đó vốn ngân sách Thành phố đầu tư hơn 110 tỷ đồng để đầu tư xây dựng cơ sở hạ tầng đô thị, kết quả đạt khả quan như đầu tư trên 64 tỷ đồng xây dựng mới, cải tạo nâng cấp 65 trường học (350 phòng học); đầu tư trên 24 tỷ đồng xây dựng 225 đường hẻm với tổng chiều dài 112 km đường giao thông nông thôn (đường láng nhựa và bê tông xi măng); cải tạo nâng cấp và xây dựng mới 72 phòng họp tổ dân phố, thôn, làng...

### Trường học
Thành phố hiện đang có rất nhiều trường học. Trong đó nổi bật là Trung học phổ thông chuyên Hùng Vương, Trung học phổ thông Phan Bội Châu, Trung học phổ thông Pleiku, Trung học cơ sở Nguyễn Du, Trung học cơ sở Nguyễn Huệ, Trung học cơ sở Trưng Vương, Trung học cơ sở Phạm Hồng Thái, Phân hiệu Trường Đại học Sư phạm Thành phố Hồ Chí Minh, Phân hiệu Trường Đại học Nông Lâm Thành phố Hồ Chí Minh, Phân hiệu Trường Đại học Đông Á.

### Bệnh viện
Thành phố cũng có rất nhiều bệnh viện cấp tỉnh: Bệnh viện Đa khoa tỉnh, Bệnh viện Quân y 211 (Binh đoàn Tây Nguyên), Bệnh viện Quân y 15 (Binh đoàn 15), Bệnh viện Đại học Y Dược - Hoàng Anh Gia Lai, Bệnh viện nhi, Bệnh viện Lao-phổi, Bệnh viện Hùng Vương Gia Lai.

## Giao thông
Hiện có 850 km đường bộ, bao gồm 18.7 km đường bê tông xi măng, 100.7 km đường bê tông nhựa, 467.8 km đường láng nhựa, 8.5 m đường cấp phối và 254.3 km đường đất (số liệu năm 2004).
Quốc lộ 14 nối về phía bắc đi Kon Tum (49 km), nối với Đà Nẵng. Nối về phía nam đi Buôn Ma Thuột (182 km), đi Thành phố Hồ Chí Minh (545 km). Quốc lộ 19 nối về phía đông đi ra quốc lộ 1, đi Quy Nhơn (166 km). Tỉnh lộ 664 về phía tây đi huyện Ia Grai, biên giới nước bạn Campuchia.
Sân bay Pleiku (tên cũ là sân bay Cù Hanh) cách trung tâm thành phố khoảng 6 km đã được đầu tư nâng cấp để tiếp nhận các máy bay lớn (A320). Hiện có các đường bay kết nối Pleiku với Hà Nội (Vietnam Airlines, Vietjet Air, Bamboo Airways), Thành phố Hồ Chí Minh (Vietnam Airlines, Vietjet Air, Bamboo Airways), Hải Phòng (Vietjet Air, Bamboo Airways), Đà Nẵng (Bamboo Airways) và Vinh (Bamboo Airways).

## Đường phố Pleiku

#### Sau Năm 1975
1. A Sanh
2. An Dương Vương
3. Anh Hùng Núp
4. Ama Quang
5. Âu Dương Lân
6. Âu Cơ
7. Bế Văn Đàn
8. Bùi Dự
9. Bùi Đình Túy
10. Bà Triệu
11. Cao Bằng
12. Cao Thắng
13. Cao Bá Quát
14. Cách Mạng Tháng 8
15. Cô Giang
16. Cô Bắc
17. Chu Mạnh Chinh
18. Châu Văn Liêm
19. Chử Đồng Tử
20. Duy Tân
21. Đinh Tiên Hoàng
22. Đoàn Thị Điểm
23. Đào Duy Từ
24. Đồng Tiến
25. Đống Đa
26. Hai Bà Trưng
27. Hoàng Văn Thụ
28. Hoàng Văn Thái
29. Hoàng Hoa Thám
30. Huyền Trân Công Chúa
31. Hồ Tùng Mậu
32. Hồ Xuân Hương
33. Huỳnh Thúc Kháng
34. Hùng Vương
35. Hàn Mạc Tử
36. Hàn Thuyên
37. Hàm Nghi
38. Lê Lợi
39. Lê Lai
40. Lê Đại Hành
41. Lê Duẩn
42. Lê Thánh Tôn
43. Lê Quang Định
44. Lê Hồng Phong
45. Lạc Long Quân
46. Lê Văn Tám
47. Lê Đình Chinh
48. Lê Thị Riêng
49. Lý Thái Tổ
50. Lý Nam Đế
51. Lý Thường Kiệt
52. Lữ Gia
53. Lương Thanh
54. Lương Định Của
55. Lương Ngọc Quyến
56. Nguyễn An Ninh
57. Nguyễn Văn Trỗi
58. Nguyễn Thị Minh Khai
59. Nguyễn Tất Thành
60. Nguyễn Trung Trực
61. Nguyễn Thái Học
62. Nguyễn Văn Linh
63. Nguyễn Siêu
64. Nguyễn Chí Thanh
65. Nguyễn Thứ Lễ
66. Nguyễn Đình Chiểu
67. Nguyễn Xí
68. Nguyễn Đường
69. Nguyễn Công Trứ
70. Nguyễn Thị Định
71. Nguyễn Du
72. Ngô Quyền
73. Ngô Tất Tố
74. Kim Đồng
75. Ký Con
76. Trần Bội Cơ
77. Trần Xuân Soạn
78. Trần Phú
79. Trần Nhân Tông
80. Trần Hưng Đạo
81. Trần Quý Cáp
82. Trần Quốc Toản
83. Trần Kiên
84. Trần Quang Diệu
85. Tuệ Tĩnh
86. Tăng Bạt Hổ
87. Tô Hiệu
88. Tô Vĩnh Diện
89. Tôn Đức Thắng
90. Tôn Thất Tùng
91. Trường Chinh
92. Phan Bội Châu
93. Phan Đình Phùng
94. Phan Đăng Lưu
95. Phạm Ngọc Thạch
96. Phạm Văn Đồng
97. Phạm Hùng
98. Võ Nguyên Giáp
99. Võ Văn Kiệt
100. Võ Thị Sáu
101. Võ Trung Thành
102. Võ Văn Tần
103. Văn Cao
104. Vạn Kiếp
105. Ung Văn Khiêm
106. Siu Bleh
107. Sư Vạn Hạnh
108. Yên Đỗ
109. Đường 17/3
110. Quang Trung...

#### Trước năm 1975
- Đường Mạc Đĩnh Chi và Khổng Tử nay là đường Hồ Xuân Hương.
- Đường Minh Mạng nay là đường Bùi Thị Xuân.
- Đường Cường Để nay là đường Nguyễn Thị Minh Khai.
- Đường Lê Văn Duyệt nay là đường Trần Phú.
- Đường Phó Đức Chính nay là đường Nguyễn Văn Trỗi.
- Đường Phan Thanh Giản nay là đường Lê Hồng Phong.
- Đường Hoàng Diệu nay là đường Hùng Vương.
- Đường Hiền Vương nay là đường Nguyễn Trãi.
- Đường Nguyễn Du và Trần Quang Khải nay là đường Trần Quang Khải.
- Đường Cô Bắc nay là đường Cù Chính Lan.
- Đường Cô Giang nay là đường Võ Thị Sáu.
- Đường Võ Tánh nay là đường Hoàng Văn Thụ.
- Đường Nguyễn Đình Chiểu và Yersin nay là đường Nguyễn Du.
- Đường Trịnh Minh Thế nay là đường Trần Hưng Đạo.
- Đường Trần Hưng Đạo nay là đường Hoàng Hoa Thám.

## Hình ảnh

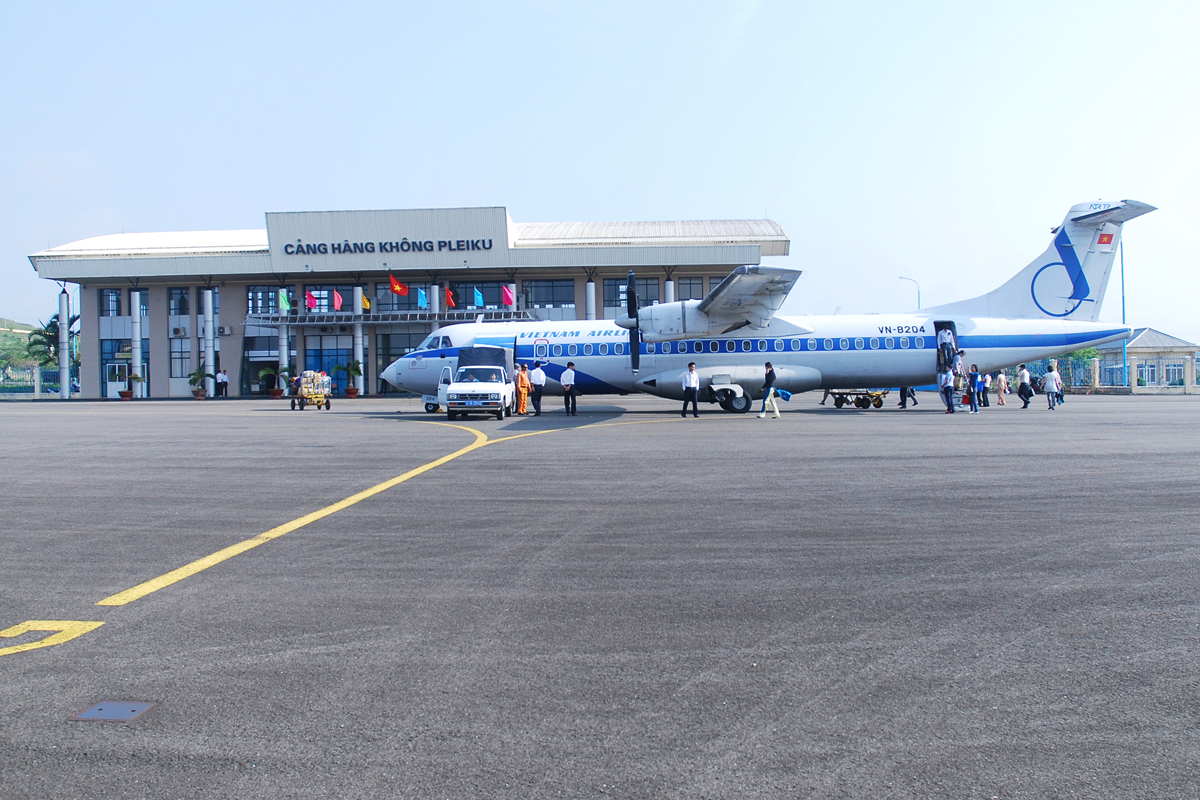
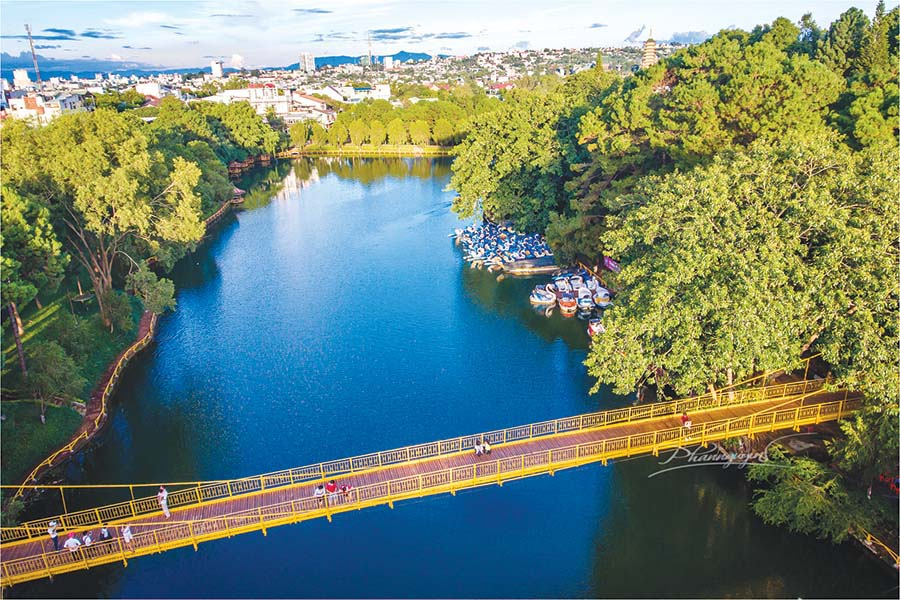

## Thành phố kết nghĩa
- Thành phố Cao Bằng, tỉnh Cao Bằng